# Розівський район
Ро́зівський райо́н — район України на сході Запорізької області. Районний центр Розівка. Населення району становило 9 тисяч осіб на 2017 р. Площа району — 610 км². Утворено 26 червня 1992 року та ліквідовано 2020 року.

## Географія

### Розташування
Загальна площа району становить 610 км². Розівський район з північного сходу межує з Великоновосілківським районом Донецької області, зі сходу з Волноваським районом Донецької області, з півдня і південного сходу з Нікольським районом Донецької області, з заходу та південного заходу з Більмацьким районом Запорізької області, з півночі з Гуляйпільським районом Запорізької області.

### Клімат
Клімат теплий, помірно-континентальний.

### Корисні копалини
На території Розівського району знаходяться перспективні ділянки первинних каолінів, перспективні площі каолінових глин, будівельного піску, карбонатитів.

### Ландшафти
За фізико-географічним районуванням Запорізької області, район лежить у межах Чернігівсько-Розівського фізико-географічного району Приазовської височинної області Лівобережно-Дніпровсько-Приазовського північно-степового краю Північно-степової підзони Степової зони.

## Історія
Історія Розівського району складна і повчальна, вона сягає своїм корінням у далекі часи. Тутешній край з прадавнини був заселений скотарськими та землеробськими племенами. Біля Розівки в урочищі Кам'яні Могили, на річці Калка (тепер Кальчик) 1223 року відбулася перша трагічна битва руських князівських дружин і половецького хана Котяна з монголо-татарською ордою.
Не забувається ця історична подія і в наші часи. З 2000 року на порубіжжі Розівського та Куйбишевського районів Запорізької області і Володарського району Донецької області, на чиїх територіях розкинувся державний степовий заповідник «Кам'яні Могили», широко відзначається річниця цієї події. Що травня тут проходить міжрайонний меморіальний фольклорний фестиваль «Легенда» за участю представників Донецького та Запорізького козацтва.
Широке заселення наших територій започаткували німецькі колоністи наприкінці 18 століття.
Перша дата утворення Розівського району — 7 березня 1923 року. Однак, життя не стоїть на місці, все змінюється і в силу різних причин приймаються вагомі рішення на вищому рівні, і, як результат, Розівський район тричі переживав своє народження. У 1923 році, у 1946 році та у 1992 році. Визначальним є Постанова Верховної Ради України від 26 червня 1992 року № 2505-ХІІ «Про утворення Розівського району Запорізької області».

## Російсько-українська війна 2014 року
З огляду на загрозу проникнення озброєних військових Російської федерації та проросійських проплачених мародерів і убивць у вересні 2014-го року в Вільнянському районі проводиться будівництво інженерних оборонних споруд.

## Адміністративний устрій
Адміністративно-територіально район устрій Розівського району Запорізької області на 1 селишну раду та 7 сільських рад, які об'єднують 27 населених пунктів і підпорядковані Розівській районній раді. Адміністративний центр — смт Розівка.

## Населення
Розподіл населення за віком та статтю (2001):
| Стать | Всього | До 15 років | 15-24 | 25-44 | 45-64 | 65-85 | Понад 85 |
| --- | ------ | ----------- | ----- | ----- | ----- | ----- | -------- |
| Чоловіки | 5596   | 1075        | 714   | 1661  | 1382  | 742   | 22       |
| Жінки | 6400   | 1022        | 635   | 1614  | 1675  | 1338  | 116      |
| \| Статево-вікова піраміда \| Статево-вікова піраміда \| Статево-вікова піраміда \| \| ----------------------- \| ----------------------- \| ----------------------- \| \| Чоловіки \| Вік \| Жінки \| \| 22 \| 85 + \| 116 \| \| 30 \| 80-84 \| 122 \| \| 132 \| 75-79 \| 330 \| \| 295 \| 70-74 \| 485 \| \| 285 \| 65-69 \| 401 \| \| 405 \| 60-64 \| 593 \| \| 251 \| 55-59 \| 303 \| \| 312 \| 50-54 \| 367 \| \| 414 \| 45-49 \| 412 \| \| 448 \| 40-44 \| 414 \| \| 461 \| 35-39 \| 425 \| \| 411 \| 30-34 \| 390 \| \| 341 \| 25-29 \| 385 \| \| 341 \| 20-24 \| 315 \| \| 373 \| 15-20 \| 320 \| \| 432 \| 10-14 \| 445 \| \| 385 \| 5-9 \| 335 \| \| 258 \| 0-4 \| 242 \| |        |             |       |       |       |       |          |
| Статево-вікова піраміда |        |             |       |       |       |       |          |
| Чоловіки | Вік    | Жінки       |       |       |       |       |          |
| 22 | 85 +   | 116         |       |       |       |       |          |
| 30 | 80-84  | 122         |       |       |       |       |          |
| 132 | 75-79  | 330         |       |       |       |       |          |
| 295 | 70-74  | 485         |       |       |       |       |          |
| 285 | 65-69  | 401         |       |       |       |       |          |
| 405 | 60-64  | 593         |       |       |       |       |          |
| 251 | 55-59  | 303         |       |       |       |       |          |
| 312 | 50-54  | 367         |       |       |       |       |          |
| 414 | 45-49  | 412         |       |       |       |       |          |
| 448 | 40-44  | 414         |       |       |       |       |          |
| 461 | 35-39  | 425         |       |       |       |       |          |
| 411 | 30-34  | 390         |       |       |       |       |          |
| 341 | 25-29  | 385         |       |       |       |       |          |
| 341 | 20-24  | 315         |       |       |       |       |          |
| 373 | 15-20  | 320         |       |       |       |       |          |
| 432 | 10-14  | 445         |       |       |       |       |          |
| 385 | 5-9    | 335         |       |       |       |       |          |
| 258 | 0-4    | 242         |       |       |       |       |          |

Особливістю Розівського району є те, що це район багатонаціональний. Із загальної чисельності населення (10,9 тис.) крім українців тут проживають громадяни ще 16 національностей. У районі є села з компактним проживанням греків (с. Новомлинівка).

## Економіка
Сільське господарство Розівського району спеціалізується на вирощуванні зернових та технічних культур. Основною галуззю промисловості району є переробна галузь.
На території району на даний час працює 1 значне промислове підприємство:
- ВАТ «Агропромсервіс»

- ТОВ «Розівський молокозавод»
- ТОВ Завод «Самоцвіт»
- ТОВ ВТП «Розівський цегельний завод»
- Розівська Дослідна Станція Інституту Зернового Господарства УААН
- ТОВ «Розівский завод безалкогольних напоїв»

## Транспорт
Територією району пролягає автомагістраль Запоріжжя-Маріуполь та Донецька залізниця.

## Соціальна сфера
Система середніх навчальних закладів, які розташовані на території району, складається із 7 загальноосвітніх шкіл І-ІІІ ступеня, 2 загальноосвітніх шкіл І-ІІ ступеня та музичної школи. Також в районі функціонують 4 дошкільні виховні заклади.
Населення району обслуговують 17 медичних закладів, в тому числі: центральна районна лікарня, 1 лікарська амбулаторія, 15 фельдшерсько-акушерських пунктів.
Система закладів культури, розташованих на території Розівського району, складається з 12 бібліотек, 7 будинків культури і клубів та районного центру культури та дозвілля.
У районі функціонує дитячо-юнацький клуб фізичної підготовки.
У Розівському районі працює 5 музеїв на громадських засадах. На території району розташована 41 пам'ятка археології та 12 пам'яток історії. Заповідник «Кам'яні могили» національного значення — гордість району.

## Туристичний потенціал району

### Території та об'єкти природно-заповідного фонду
До природно-заповідного фонду Більмацького району входить 1 об'єкт ПЗФ загальнодержавного значення («Кам'яні Могили» — відділення Українського степового природного заповідника) та 4 об'єкти ПЗФ місцевого (обласного) значення, у тому числі 1 заказник і 3 пам'ятки природи.
- Природний заповідник «Кам'яні Могили»
- Ботанічний заказник «Балка Сухі Яли»
- Ботанічна пам'ятка природи «Балка Антонівка»
- Ботанічна пам'ятка природи «Балка біля села Карла Лібкнехта»
- Ботанічна пам'ятка природи «Балка Сухі Яли-нижня»

### Садиби сільського туризму, етносадиби
- Етносадиба «Грецьке подвір'я», с. Новомлинівка

### Традиційні свята та фестивалі
- Театралізоване свято «Ой, на Івана, ой, на Купала» (6 — 7 липня)
- Театралізоване свято «Еллініада» (6 — 7 липня)
- Районний фестиваль народної творчості «Чисті джерела» (24 серпня)

## Політика
25 травня 2014 року відбулися Президентські вибори України. У межах Розівського району було створено 12 виборчих дільниць. Явка на виборах складала — 46,21% (проголосували 4 065 із 8 797 виборців). Найбільшу кількість голосів отримав Петро Порошенко — 35,18% (1 430 виборців); Сергій Тігіпко — 16,68% (678 виборців), Михайло Добкін — 9,10% (370 виборців), Петро Симоненко — 7,01% (285 виборців), Юлія Тимошенко — 6,86% (279 виборців). Решта кандидатів набрали меншу кількість голосів. Кількість недійсних або зіпсованих бюлетенів — 3,35%.